# Mekosuchus kalpokasi
Mekosuchus kalpokasi ist ein ausgestorbenes terrestrisches Zwergkrokodil aus der Unterfamilie der Mekosuchinae. Es war auf Vanuatu endemisch. Das Artepitheton ehrt Donald Kalpokas, den ehemaligen Premierminister von Vanuatu.

## Merkmale
Der 1999 entdeckte Holotypus besteht aus einem Fragment des linken Oberkiefers mit zahnlosen Zahnfächern. Weiteres Material umfasst proximale Fragmente des rechten Schienbeinknochens und des linken Wadenbeinknochens. Die Zahnreihe des Oberkieferfragments ist 88,7 mm lang. Der Kopf von Mekosuchus kalpokasi war kurz und gewölbt und nicht lang und abgeflacht, wie bei den meisten rezenten Krokodilarten.

## Fundort
Das Knochenmaterial stammt von der archäologischen Fundstätte Arapus auf Efate im Vanuatu-Archipel.

## Aussterben
Nach der Messung mit der C14-Methode wird das Alter des Materials auf den Zeitraum zwischen 1250 und 756 v. Chr. (3200 bis 2706 yBP) datiert. Der Aussterbezeitpunkt fällt in die frühe Besiedelung Vanuatus durch die Insulaner der Lapita-Kultur. Vermutlich wurden die Tiere überjagt und gegessen.